# San Andrés Lagunas
San Andrés Lagunas là một đô thị thuộc bang Oaxaca, México. Năm 2005, dân số của đô thị này là 528 người.